# Wera Nikolajewna Faddejewa
Wera Nikolajewna Faddejewa, geborene Samjatina (russisch Вера Николаевна Фаддеева, engl. Transkription Vera Nikolaevna Faddeeva; * 20. September 1906 in Tambow; † 15. April 1983 in Leningrad) war eine sowjetische Mathematikerin.

## Leben
Sie war die Tochter von Nikolai Samjatin. Faddejewa studierte ab 1927 am Staatlichen Pädagogischen Institut in Leningrad und ab 1928 an der Staatlichen Universität insbesondere bei Nikolai Maximowitsch Günter. 1930 erwarb sie ihr Diplom und arbeitete dann einige Jahre beim Leningrader Eichamt, 1930 bis 1934 am Wasserbauinstitut und 1933/34 am Seismologischen Institut der Akademie der Wissenschaften sowie 1935 bis 1938 am Institut für Bauingenieurwesen bei Boris Galjorkin. 1938 begann sie am Pädagogischen Institut in Leningrad ihr Promotionsstudium, das sie 1946 mit der Promotion (Kandidatentitel) abschloss. Während der Belagerung von Leningrad war sie mit ihrer Familie in Kasan evakuiert. Ab 1942 war sie am Steklow-Institut der Akademie der Wissenschaften, wo sie (in dessen Zweigstelle in Leningrad) den Rest ihrer Karriere blieb. Sie war Teil der von Mark Konstantinowitsch Gawurin (1911–1992) und Leonid Kantorowitsch 1948 gegründeten Gruppe für numerische Methoden an der Staatlichen Universität Leningrad und leitete das Labor für numerische Methoden am Steklow-Institut. Mit Solomon Grigorjewitsch Michlin leitete sie in Leningrad ein Seminar für numerische Methoden, an dem auch ausländische Mathematiker wie James H. Wilkinson, Gene Golub, George E. Forsythe, Richard Varga teilnahmen. Mit Kantorowitsch war sie auch an geheimen Forschungsarbeiten für das kerntechnische Programm der Sowjetunion beteiligt.
1949 veröffentlichte sie mit Gawurin Tafeln von Besselfunktionen und ihr Buch über numerische Methoden der linearen Algebra erschien, das auch ins Englische übersetzt wurde (1952 das erste Kapitel, 1959 das ganze Buch). Das Buch war eines der ersten Lehrbücher über numerische Methoden der linearen Algebra, ein Gebiet auf dem sie eine ausgewiesene Expertin war. Das Buch wurde später zusammen mit Dmitri Faddejew stark erweitert. Die russische Ausgabe des gemeinsamen Buches erschien 1960 (in englischer Übersetzung 1960) und 1975 eine Neuauflage mit Berücksichtigung der inzwischen erzielten Forschungsergebnisse. Für das Buch erhielt sie mit ihrem Mann 1981 den Staatspreis.
1930 heiratete sie den bekannten Mathematiker Dmitri Konstantinowitsch Faddejew, mit dem sie drei Kinder hatte, unter anderem den theoretischen Physiker Ludwig Faddejew.
Sie starb im Alter von 76 Jahren und wurde auf dem Friedhof von Komarowo beigesetzt.

## Schriften
- Automatic programming and numerical methods of analysis, 1972
- Computational methods in linear algebra, New York, Dover 1959
- mit Dmitri Faddejew: Numerische Methoden der linearen Algebra. Deutscher Verlag der Wissenschaften, Berlin 1965, 5. Auflage, Oldenbourg Verlag, München, 1976, englisch: Computational methods of linear algebra, Freeman 1963